# Carré Albers
Carré Albers (Amsterdam, 16 augustus 1995) is een Nederlands (stem)actrice. Ze speelde in diverse films en series, waaronder Expeditie Cupido, Love Fail Repeat en Mocro Maffia.

## Levensloop
Albers was sinds haar vijftiende al geïnteresseerd in het inspreken van stemmen. Een aantal jaar later besloot Albers om dit op professioneel niveau te doen: ze volgde een workshop van één dag en werd achteraf door een docent benaderd voor een stemtest. Hierdoor kreeg Albers in 2016 de Nederlandse stem van Ámbar Smith in de Disney Channel-serie Soy Luna, die ze tot het einde van de serie in 2018 vertolkte. In de jaren die volgden verzorgde ze stemmen in verschillende films en televisieseries, waaronder Pokémon: Ik kies jou, Steven Universe: The Movie en Family Reunion.
Naast haar werk als stemactrice is Albers sinds het najaar van 2018 werkzaam als actrice. In november 2018 maakte ze haar debuut als televisieactrice in de AVROTROS-serie Vakkenvullers; hierin vertolkte ze de rol van Jaylee tot en met het einde van de serie in augustus 2022. Verder was Albers in hoofdrollen te zien in de series #Fitgirls en De slet van 6vwo. In december 2021 vertolkte Albers de rol van Levie in de korte film Mocro Maffia: Meltem, deze rol speelde ze eveneens van maart 2022 tot en met juni 2023 in de Videoland-serie Mocro Maffia.
In april 2022 maakte Albers haar debuut als filmactrice in de bioscoopfilm Costa!!. In 2023 rondde Albers haar opleiding aan de Nederlandse Acteur school af. Daarna werd ze direct aangenomen in de hoofdrol van Yesmay voor de bioscoopfilm Expeditie Cupido, die in juli 2024 verscheen. Ruim een half jaar later, in februari 2025, vertolkte ze eveneens een hoofdrol in de bioscoopfilm Love Fail Repeat.
Naast haar werk als (stem)actrice deed ze mee aan verschillende televisieprogramma's, waaronder Temptation Island: Love or Leave, De Alleskunner VIPS en LEGO Masters kerstspecial.

## Privé
Albers had vanaf najaar 2022 tot en met oktober 2023 een relatie met rapper Baas B.

## Filmografie

### Film
- 2021: Mocro Maffia: Meltem, als Levie
- 2022: Costa!!, als huisgenoot
- 2024: Expeditie Cupido, als Yesmay
- 2025: Love Fail Repeat, als Emy

### Televisie

#### Als actrice
- 2018-2022: Vakkenvullers, als Jaylee
- 2019: #Fitgirls, als Kelsey
- 2021: De slet van 6vwo, als Sephine Voorthuizen
- 2021-2022: Koeriers, als Elodie
- 2022-2023: Mocro Maffia, als Levie

#### Overig
- 2019: First Dates
- 2020: Temptation Island: Love or Leave, als verleidster
- 2022: De Alleskunner VIPS, eindigde als tweede
- 2022: LEGO Masters kerstspecial, samen met Marouane Meftah

### Nasynchronisatie (selectie)
- 2016-2018: Soy Luna, als Ámbar Smith
- 2017: Pokémon: Ik kies jou, als Verity
- 2017: Marvel Super Hero Adventures, als Gwen Stacy
- 2018: The A-List, als Flower
- 2018-2019: Jack Ryan, als Dr. Cathy Mueller
- 2019: Steven Universe: The Movie, als Spinel
- 2019-2022: Family Reunion, als Jade
- 2024: Descendants The Rise of Red, als Bridget